# 葉ろう石
葉ろう石（ようろうせき、葉蝋石、葉蠟石、pyrophyllite、パイロフィライト）はろう石鉱物で、層状ケイ酸塩鉱物の一種である。化学組成は Al2Si4O10(OH)2。軟らかくてロウ感がある。
一般に熱水変質を受けた岩石中に産し、カオリナイトやセリサイト（絹雲母）など葉ろう石と似た鉱物、あるいは石英などと共に産することが普通であり、これら鉱物より成る岩石は「ろう石」と総称される。このように、ろう石中には似た鉱物が多く含まれるので、肉眼や顕微鏡でそれぞれを区別するのは難しい。X線粉末分析（XRD分析）や蛍光X線分析（XRF分析）が、それぞれの種類や量比を求める手段として用いられる。
岡山県備前市の三石地区の台山（だいやま）を中心に点在するろう石鉱床が、ろう石の生産量規模としては日本最大である。
広島県庄原市の勝光山では、青灰色のコランダムと共生しているものを「とら石」、淡紫色のダイアスポアと共生しているものを「ふじ石」と呼んでいる。

## 用途
焼成時の熱膨張を抑えるために粘土に加えるなどの用途がある。
寿山石や青田石など見た目が美しい物は篆刻の素材に用いられる。